# NGC 727
NGC 727 је спирална галаксија у сазвежђу Пећ која се налази на NGC листи објеката дубоког неба.
Деклинација објекта је - 35° 51' 21" а ректасцензија 1h 53m 49,3s. Привидна величина (магнитуда) објекта NGC 727 износи 14,1 а фотографска магнитуда 14,9. NGC 727 је још познат и под ознакама NGC 729, ESO 354-10, MCG -6-5-12, PGC 7027.